# デレク・ビッカートン

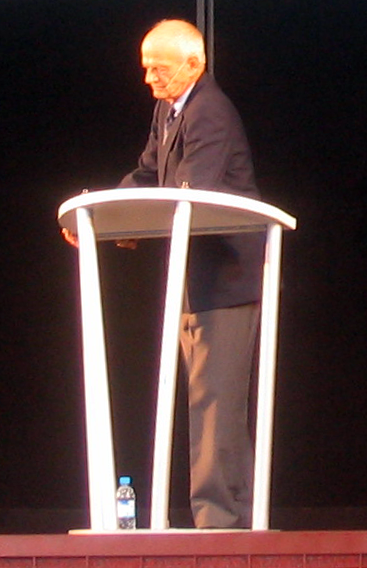
2004年世界文化フォーラムでのデレク・ビッカートン

デレク・ビッカートン（Derek Bickerton、1926年3月25日 - 2018年3月5日）は、言語学者でハワイ大学の名誉教授。現代芸術家アシュリー・ビッカートンの父。
ガイアナとハワイにおけるクレオール語に関する研究に基づき、クレオール語の特徴が「個人の言語能力の発達」と「ヒトにおける言語の進化」双方に深い洞察を与えると主張した。

## 経歴
1949年にイギリスのケンブリッジ大学を卒業すると、1960年代から研究者としても道を歩み始めた。まずガーナのケープコースト大学で英語の講師となり、それからリーズ大学で言語学のポスドク研究を行った。1967年から1971年までガイアナのガイアナ大学で言語学のシニア講師を勤めた。その後24年間ハワイ大学で言語学教授を務めた。1976年にはケンブリッジ大学から言語学の博士号を取得した。
言語の進化に関する彼の研究は世界的に知られており、『言語と種』などの著作でも有名である。彼の近著はウィリアム・カルバンと共著の『リンガ・エクス・マキナ：ヒトの脳に関するダーウィンとチョムスキーの調和』である。
『言語の根源』では次の三つの質問に答えるための思索を行っている。
1. どのようにクレオール語は誕生したか？
2. どのように子どもたちは言語を獲得するか？
3. どのように言語機能はヒトの形質として誕生したか？

『言語と種』で彼はこの三つの疑問の全ての答えが、表現システムと記号的思考の進化、そしてその後の文法構文の発達をたどり、言語の起源を推定することで導き出せるだろうと主張した。彼によれば原始的なコミュニケーション能力の使用は精神と文化の並行的な進化を促し、共有される表現を形作った。その後、リンガ・エクス・マキナでは彼とカルバンは象徴表現の生物学的基盤と、脳の進化に関するそれらの影響を考慮して彼らの推測を修正した。
2018年3月5日にハワイにて死去。91歳没。

## 出版物

### 英語
- Tropicana, A Novel., 1963
- Dynamics Of A Creole System, 1975
- Bickerton, Derek (1981). Roots of Language. Karoma Publishers. ISBN 0-89720-044-6
- The language bioprogram hypothesis, in: The Behavioral Sciences 7, 173-188, 1984.
- Bickerton, Derek (1990). Language and Species. University of Chicago Press. ISBN 0-226-04610-9
- Language and Human Behavior, 1995
- Lingua ex Machina: Reconciling Darwin and Chomsky with the Human Brain, 2000 ( William H. Calvinとの共著)